# Планковская плотность
Планковская плотность в физике — это единица измерения плотности в планковской системе единиц; обозначается {\displaystyle \rho _{\text{P}}}. Планковская плотность определяется как:
{\displaystyle \rho _{\text{P}}={\frac {m_{\text{P}}}{l_{\text{P}}^{3}}}={\frac {c^{5}}{\hbar G^{2}}}\approx } 5,1⋅1096 кг/м³,
где:
{\displaystyle m_{\text{P}}} — планковская масса,
{\displaystyle \ell _{\text{P}}} — планковская длина,
{\displaystyle \hbar } — постоянная Дирака,
{\displaystyle G} — гравитационная постоянная,
{\displaystyle c} — скорость света в вакууме.
Эта плотность приблизительно соответствует 1023 солнечным массам, сжатым в пространстве одного атомного ядра. Плотность Вселенной была равна одной единице планковской плотности по окончании планковской эпохи (через планковское время после Большого взрыва).
Является теоретически предельной плотностью материи, предсказываемой квантовой механикой. Физику на таких масштабах должна описывать квантовая гравитация. Планковская масса, имеющая планковскую плотность, будет иметь планковский объём, и так же неизбежно будет превращена в планковскую чёрную дыру, которая спустя одно планковское время аннигилирует из-за излучения Хокинга с выделением планковской энергии в виде квантов света.
Тем не менее, это не означает, что материя обязана иметь планковскую плотность, дабы стать чёрной дырой; планковская плотность является лишь верхним пределом. Так, многие сверхмассивные чёрные дыры обладают плотностью, сравнимой с таковой воды или даже воздуха (под понятием «чёрная дыра» здесь имеется в виду всё то, что находится за горизонтом событий и, соответственно, само вещество сверхмассивной чёрной дыры сконцентрировано гораздо глубже её горизонта событий), что объясняется тем, что плотность обратно пропорциональна объёму, то есть кубу длины.